# Olimpia Di Nardo
Olimpia Di Nardo (Napoli, 28 febbraio 1948 – Roma, 29 maggio 2003) è stata un'attrice e cantante italiana di teatro, cinema e televisione.

## Biografia

### Carriera

Da destra: Olimpia Di Nardo, Lando Fiorini, Pierfrancesco Poggi, Raf Luca e Ombretta De Carlo, durante le prove di un varietà al Teatro Puff negli anni '70

Figlia di Federico Di Nardo e Rosa Battista, gli appassionati di cinema la ricordano soprattutto per il ruolo di Angela, la moglie scorbutica e sboccata dell'ispettore "Nico Giraldi" nella serie di film creata da Mario Amendola e diretta da Bruno Corbucci tra la fine degli anni settanta e l'inizio degli anni ottanta.
Olimpia è stata soprattutto attrice di teatro, essendo per anni la colonna portante de "Il Puff", con Lando Fiorini; ha lavorato inoltre nella commedia musicale Rugantino di Garinei e Giovannini. Ha anche intrapreso la carriera di cantante, incidendo alcuni dischi in dialetto romanesco. Negli anni settanta ha condotto la trasmissione televisiva per bambini, Facciamo i compiti insieme, nella televisione locale romana S.P.Q.R.

### Morte
Muore in una clinica a Roma, il 29 maggio 2003 all'età di 55 anni dopo una lunga malattia. I funerali si sono celebrati il 31 maggio presso la basilica di Santa Maria in Trastevere, alla presenza di amici e colleghi dello spettacolo; dopo la cremazione, le sue ceneri sono state tumulate accanto alla madre, nel cimitero comunale di Marcellina.

## Filmografia
- Squadra antifurto, regia di Bruno Corbucci (1976)
- Delitto a Porta Romana, regia di Bruno Corbucci (1980)
- Delitto al ristorante cinese, regia di Bruno Corbucci (1981)
- Delitto sull'autostrada, regia di Bruno Corbucci (1982)
- Cuando calienta el sol... vamos alla playa, regia di Mino Guerrini (1983)
- Delitto in Formula Uno, regia di Bruno Corbucci (1984)
- Delitto al Blue Gay, regia di Bruno Corbucci (1984)
- I mercenari raccontano..., regia di Sergio Pastore (1985)
- Rimini Rimini - Un anno dopo, regia di Bruno Corbucci (1988)

### Televisione
- Rugantino, regia di Gino Landi – film TV (1978)
- Tutti insieme tempestosamente – serie TV (1981)
- Quando ancora non c'erano i Beatles, regia di Marcello Aliprandi – miniserie TV (1988)
- Il maresciallo Rocca – serie TV, 4 episodi (2001-2003)

## Teatro
- Rugantino di Pietro Garinei, Sandro Giovannini, Pasquale Festa Campanile, Massimo Franciosa e Luigi Magni, musiche di Armando Trovajoli, prima al Teatro Sistina, 18 dicembre 1978.

## Programmi televisivi

### Varietà televisivo Rai
- Er Lando Furioso di Mario Amendola e Bruno Corbucci, regia di Stefano De Stefani, 4 puntate dal 15 febbraio al 7 marzo 1976.
- Rete Tre, regia di Enzo Trapani (Rete 1, 1976)
- Roma in saccoccia di Mario Amendola, Bruno Corbucci e Bartolomeo Rossetti, regia di Salvatore Baldacci, 3 puntate dal 12 giugno al 3 luglio 1982.
- TV1 Estate di Sergio Paolini e Giulio Silvestri, 18 puntate dal 16 luglio al 24 settembre 1983.

## Discografia

### Singoli
- 1976 – La notte che j'ho regalato/Er cane
- 1983 – Amore giallorosso/Come se po' spiegà cos'è l'amore (con Lando Fiorini)